# Joseph Bolz

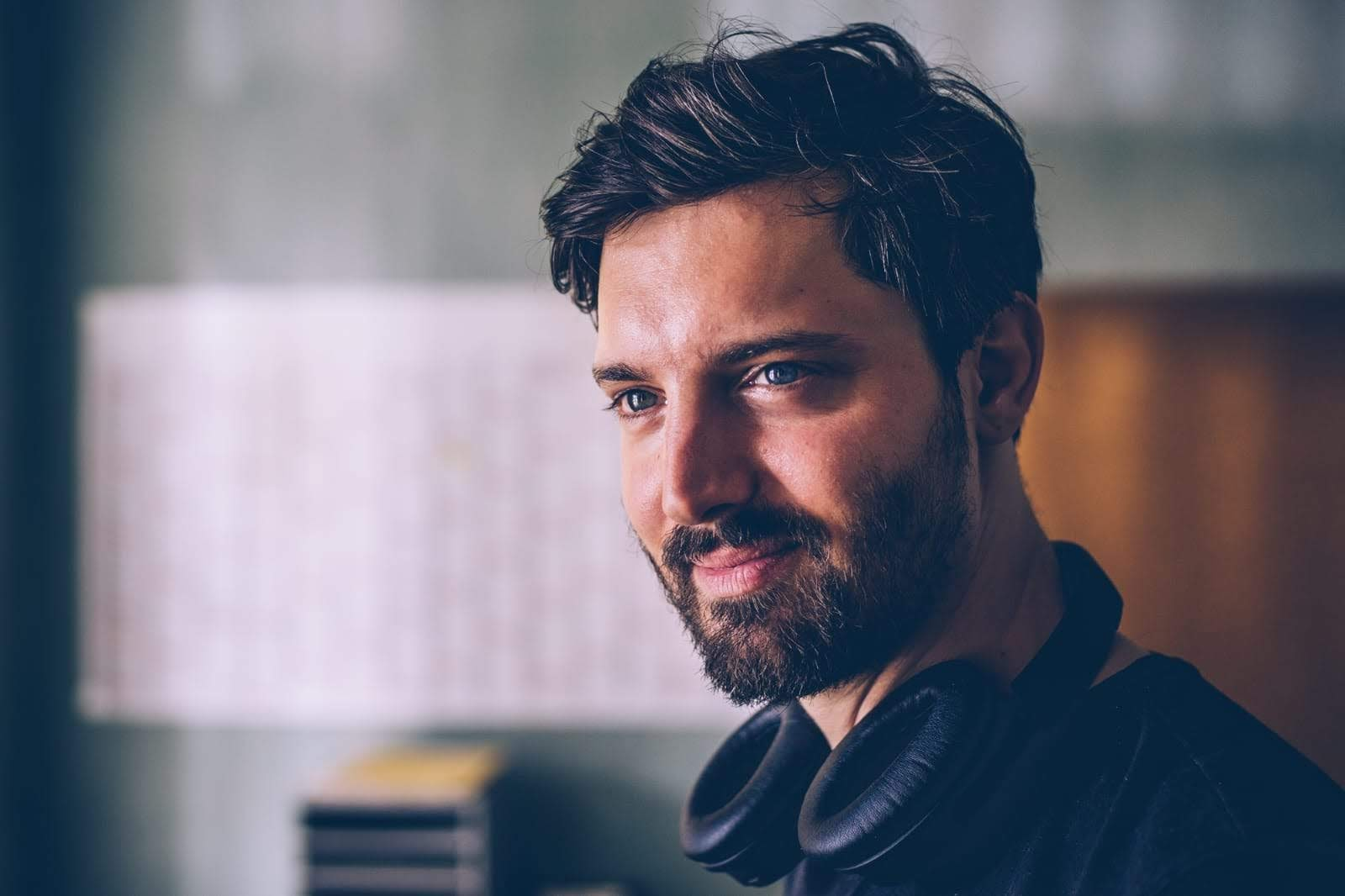
Joseph Bolz

Joseph Bolz (* 21. Oktober 1984 in Engelskirchen) ist deutscher Regisseur, Drehbuchautor, Ghostwriter, Webvideoproduzent sowie ehemaliger Schauspieler.

## Leben
Bolz, der seine Karriere als Schauspieler begann, gab sein Filmdebüt in der Romanverfilmung Crazy (2000), für dessen Soundtrack er auch zwei Songs komponierte. Im Jahr 2003 spielte Bolz unter anderem an der Seite von Ed O’Neill in der US-amerikanischen Krimiserie Dragnet. 2003 war er auch in der ProSieben-Produktion Sex Up – Jungs haben’s auch nicht leicht als Sven neben André Kaminski und Jacob Matschenz zu sehen.
Als Partner von Jasmin Wagner spielte Joseph Bolz die Rolle von Martin, dem Mitglied einer fünfköpfigen Schülerclique, in dem sozialkritischen Kurzfilm Die Randgruppe, der 2003 beim Max-Ophüls Kurzfilm-Festival uraufgeführt wurde. Der Film wurde außerdem bei den Flensburger Kurzfilmtagen gezeigt und erhielt dort eine „lobende Erwähnung der Jury“. Sein von ihm selbst realisierter Experimentalfilm Regentag wurde 2007 beim Filmfestival Münster gezeigt. Sein Experimentalfilm Jennifers Bewerbung erhielt 2009 den ersten Preis „Streitbarster Film“ auf dem Festival des gescheiterten Films.
2014 entwickelte er das Konzept für den 1LIVE Fragenhagel des WDR 1LIVE.
Im Jahr 2020 erschien auf der Plattform FYEO von ProSiebenSat.1 die Audio-Sitcom Callboy, produziert von Chinzilla Films mit Bolz als Autor.
Bolz betrieb den mittlerweile eingestellten Podcast Die Liebe ohne Selfies, in dem er mit Persönlichkeiten der Internet- und Unterhaltungsindustrie über von ihnen gewählte Themen sprach. Bekannte Gäste waren unter anderem Jasmin Schreiber, Marti Fischer, Tommy Krappweis, Mai Thi Nguyen-Kim und Rezo. In einem Interview auf dem YouTube-Kanal MasterCut berichtete Bolz darüber hinaus ausführlich von seiner Tätigkeit als Ghostwriter für diverse Filmproduktionen und öffentlich-rechtliche Fernsehsender.
Darüber hinaus entwickelt Bolz Hörspiele. Das Hörspiel Who lives there wurde am 11. Dezember 2022 im Norddeutschen Rundfunk gesendet, seitdem folgten weitere.

## Webvideoproduktion
Seit dem 7. September 2012 betreibt Joseph Bolz einen Kanal, mit dem Namen (Joseph) DeChangeman, auf YouTube. Dort lädt er Dokumentationen, filmische Selbstexperimente und Webserien hoch. Von Anfang 2015 bis Februar 2016 arbeitete Joseph Bolz zusammen mit Fabian Siegismund und Sebastian Weimar an der Webserie „Das Netzwerk“. Am 4. Juni 2016 gewann die Serie den Deutschen Webvideopreis in der Kategorie Comedy.
Seit dem 27. September 2017 beitreibt er einen zweiten YouTube-Kanal unter dem Namen DeChangeman FUN. Dort veröffentlicht er nun primär unter dem Namen „Filmemacher reagiert“ Videos, die einer Mischung aus Reaktion und Filmkritik zuzuordnen sind. Er ging besonders auf die Filme von Julien Bam ein und führte mehrfach Interviews mit Filmschaffenden, u. a. Shawn Bu und Marius Angeschrien. Die auf diesem Kanal publizierten Videos waren meist Ausschnitte aus Twitch-Streams, die Bolz ein Jahr wöchentlich machte. Mittlerweile finden Live-Streams nur noch zu Hauptvideos von Julien Bam und deren Besprechung oder Interviews statt.
Am 30. November 2018 gewann er den Deutschen Webvideopreis für seinen YouTube-Serienpilot-Film Deborah. Im Zuge dieser Produktion gründete er auch die Produktionsfirma Rottland Film. Am 26. September 2019 gewann er den Goldene Kamera Digital Award in der Kategorie Best of Comedy & Entertainment für seinen Youtube-Kanal.
Am 15. September 2019 startete er die Dokumentationsreihe GET INSIDE, bei der er Persönlichkeiten des öffentlichen Lebens intensiv begleitet. Bisher gab es zwei Dokumentationen, eine über Rezo (2019) und eine über Mai Thi Nguyen-Kim (2021).

## Filmografie als Schauspieler
- 2000: Crazy
- 2002: Verrückt nach Paris
- 2003: Randgruppe
- 2003: Polizeibericht (Dragnet) (Fernsehserie)
- 2003: Sex Up – Jungs haben’s auch nicht leicht

## Filmografie als Regisseur
- 2011: Lotte TV (Webserie)
- 2012: Holz-Lahn (Webserie)
- 2015: Der Hausmeister (Webserie)
- 2015–2016: Das Netzwerk (Webserie)
- 2016: Zoo ohne Tiere (Webserie)
- 2017: Fans (Webserie)
- 2017: Unser Vater Markus Specht (Webserie)
- 2017: Die Autoren (Webserie)
- 2017: Right Exit (Webserie)
- 2017: Leider Lustig (TV-Show)
- 2018: Placeboeffekt – Die Ärzte (Webserie)
- 2018: Deborah (Webserie)
- 2019: Leider laut (Fernsehserie)
- 2019: In bester Verfassung (Fernsehserie)
- 2019: Mann, Sieber! (Fernsehserie)
- 2022: 1AB-Ware (Werbung)
- 2023: Höhenangst (Kurzfilm)
- 2024: Menschen in Gespensterkostümen (Kurzfilm)

## Filmografie als Autor (Hörspiel)
- 2020: Callboy (Pro7)
- 2021: Interaktive Comedy (NDR)
- 2022: Who lives there (NDR)
- 2023: Ich hörte vom Ende der Welt (NDR)
- 2024: Running Backwards (WDR)

## Auszeichnungen
- 2016: Deutscher Webvideopreis, Comedy, Serie: Das Netzwerk
- 2018: Deutscher Webvideopreis, Werk: Deborah
- 2019: Goldene Kamera Digital Award, Best of Comedy & Entertainment